# 沢田石和樹
沢田石 和樹（さわだいし かずき、1976年5月31日 - ）は、NHKのアナウンサー。

## 人物
北海道旭川東高等学校を経て早稲田大学卒業後、2001年入局。大相撲アナウンサーとしてのキャリアも積んでおり、2014年5月場所では初めて幕内実況を担当した。2021年7月に沖縄放送局に異動となり、大相撲の実況は、2021年名古屋場所が最後となった。その後、細田史雄の後任として、2023年7月よりアナウンスグループ統括を務めている。

## 過去の担当番組
- 山形県のニュース・中継・リポート
- ほくほくテレビ　情報くしろ・ねむろ
- タンチョウてれび
- まるごとニュース北海道釧路
- ネットワークニュース北海道釧路
- 愛媛県・四国地方のニュース
- つぶや句575（松山放送局時代）
- ニュースウオッチ9（2012年12月17日 - 21日）廣瀬智美の代理スポーツキャスター
- 新潟県のニュース・中継・リポート
- 新潟ニュース610（2014年8月11日 - 15日、12月15日 - 17日）代理出演
- 正午、午後1時のラジオニュース（2020年12月30日）
- 大相撲中継（実況、リポート）
- 令和4年沖縄全戦没者追悼式（R1：ラジオ第1）進行（2022年6月23日）
- 特別番組 キングス初優勝! HC・選手が生出演（2023年5月31日） 大谷奈央とともに番組進行
- おきなわHOTeye（2023年12月25日）原大策の代理キャスター
- アナウンスグループ統括（2023年7月 - ）
- 沖縄県のニュース
- ニュース845沖縄（不定期）
- 沖縄熱中倶楽部（編集長）
- おきなわHOTeye（編集責任者）
- 沖縄放送局制作番組の編集責任者
- 緊急報道（沖縄放送局発）